# Benny Anders
Benny Michael Anders (3 de octubre de 1963) es un exjugador estrella en la Universidad de Houston, equipo universitario dirigido por Guy Lewis durante el principio de la década de 1980. El equipo presentó un conjunto de jugadores denominados el Phi Slama Jama fraternidad de baloncesto que incluyó a Hakeem Olajuwon, Clyde Drexler, Michael Young, Alvin Franklin, Reid Gettys, Larry Micheaux y Anders. Según el documental 30 for 30, Benny Anders ahora reside en Detroit, Míchigan.

## Carrera

### Instituto
Anders era un jugador all-state high school en Bernice en Union Parish en Luisiana del norte. Mientras que en el instituto también jugó en los mismos Unión Atléticos Amateurs que Joe Dumars, Karl Malone, y John "hot rod" Williams. Durante estos años, Anders ganó el apodo "The Outlaw."

### Universitario
Después de graduarse del instituto, Anders fue reclutado por Luisiana Universidad Estatal. Durante su visita, el entrenador Dale Brown le pregunta por qué  lleva una camiseta que decía "OUTLAW." Anders respondió que era su apodo que le fue dado porque siempre generaba disturbios, una respuesta que acabó eficazmente la visita. Posteriormente, Anders aceptó una oferta para jugar para la Universidad de Pumas de Houston.
Anders consiguió su fama mientras jugaba para los Cougars. A pesar del hecho que sea mayoritariamente un jugador de rol que salía desde el banco, Anders tuvo un impacto significativo en algunas de las victorias más grandes del Cougars, principalmente debido a su forma de jugar, realizó algunas de las volcadas más memorables de la NCAA. Durante el Final Four de1983 entre Houston y Louisville, Anders ejecutó dos violentas volcadas, una cuando Houston tenía una ventaja de ocho puntos con menos de treinta segundos para jugar. La volcada invertida fue definida por su compañero de equipo Reid Gettys como una de las “más egoístas” que nunca hubiera visto. En el juego de campeonato contra Carolina del Norte Universidad Estatal  “Wolfpack”, Anders casi robó la pelota con apenas segundos restantes en el juego, pero Derek Whittenburg de Estado de Carolina del Norte obtuvo la posesión y la pelota perdida fue recuperada por su compañero Lorenzo Charles quién consiguió anotar asegurando la victoria para el Wolfpack.
Anders discutió con el entrenador de los Cougars Guy Lewis durante la temporada de 1984 y dejó el equipo por varias semanas antes de decidir regresar. Después de su regreso, fue relegado al banco, no obstante, una vez más consiguió llegar hasta el Final Four donde los Cougars jugaron en las semifinales contra la University of Virginia y en las finales contra Universidad de Georgetown. Anders jugó sobriamente en ambos juegos y es recordado por aparecer en el torneo llevando un esmoquin con una corbata de moño rosa y anteojos de sol. Su aspecto cogió la atención de seguidores, y después de que la eliminación de Kentucky (en la Final Four, ante Georgetown), muchos de los seguidores aparecieron en las finales llevando anteojos de sol. Uno de los seguidores llevaba un cartel que decía "Benny Anders for President". Después de la derrota de los Cougars, Anders pasó la noche bebiendo con John Gambill, el fan de Kentucky que había llevado el cartel. La semana siguiente, Gambill recibió un paquete de Anders en el correo, le había obsequiado su uniforme.
La temporada 1984 de la NCAA marcó el fin de la carrera universitaria de Anders por una lesión en la rodilla que lo mantuvo sin jugar en la temporada de 1985. Un cargo por posesión de armas en el campus le ganó tres años de libertad condicional y el eventual despido de los Cougars.

### Profesional
Siguiendo su carrera colegial, Anders jugó profesionalmente en la Asociación de Baloncesto de la Philippine y en América del Sur, donde integró el equipo de Ferrocarril Oeste que disputó la temporada 1991-92 de la Liga Nacional de Básquet.

## Legado
Anders era conocido por su juego elegante y aproximación excéntrica al juego de baloncesto y su ambiente. Su cita sobre su compañero de equipo Hakeem Olajuwon (“When I drop a dime to the big Swahili, he got to put it in the hole.”) es aún famosa día de hoy y es recordada en un gran número de sitios web de baloncesto.

Anders es frecuentemente citado como un ejemplo de un atleta quien falló para vivir hasta su máximo potencial, pero mientras en su albor dejó una memorable marca en el juego.
"Pregunta a cualquier fan del baloncesto que recuerde quién fue Benny Anders, y casi seguro dirá grandes cosas sobre su capacidad. En retrospectivamente, es amado expresamente porque falle totalmente...  Es un ejemplo de potencial perdido que hace que las personas normales se sientan mejor acerca de ellos mismos."
Añadiendo al legado de Anders su desaparición completa, de ambos el público y sus anteriores compañeros. Anders no mantuvo contacto con los medios de comunicación en más de 15 años y los intentos de contactarle a través de familiares y amigos fallaron. Anders estuvo localizado en Míchigan y apareció en un documental llamado 30 for 30 sobre "Phi Slama Jama", el cual confirmó que seguía vivo y disfrutando su jubilación.